# Stazione di Eschenbach
La stazione di Eschenbach è la stazione ferroviaria della Seetalbahn a servizio dell'omonimo comune nel canton Lucerna.
È gestita dalle Ferrovie Federali Svizzere (FFS).

## Strutture e impianti

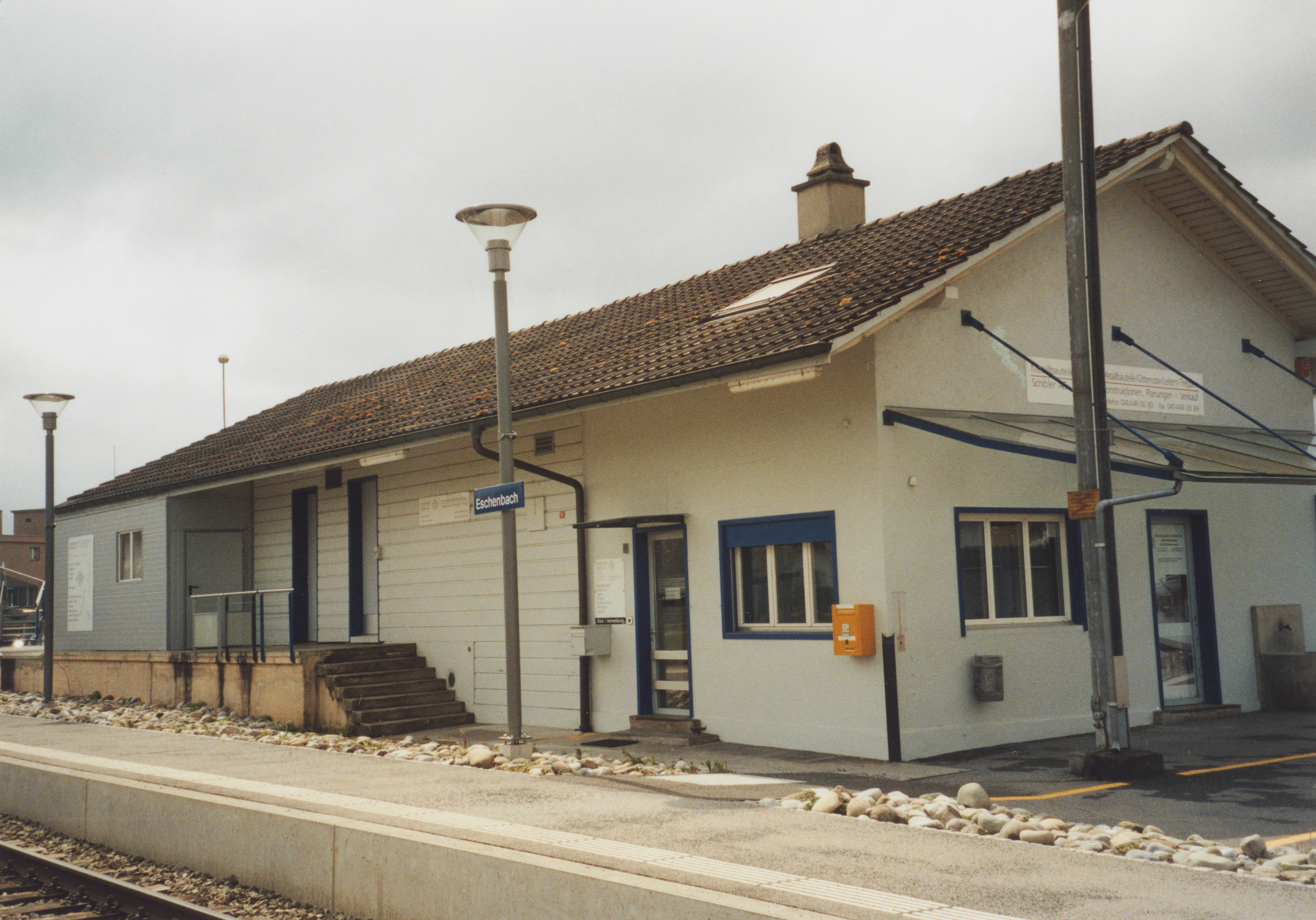
Il fabbricato viaggiatori nel 2007

È presente un fabbricato viaggiatori: una struttura in legno a un unico livello fuori terra. In direzione di Waldibrücke è presente una sala d'attesa in vetro e acciaio.
Il piazzale della stazione è composto dal binario di corsa della linea ferroviaria e da un altro di raddoppio; è inoltre attraversato dalla strada comunale Bahnhofstrasse. L'accesso da parte dell'utenza è garantito da una banchina a servizio del primo binario, mentre tra quest'ultimo e il binario di raddoppio è presente una banchina a isola non a norma.

## Movimento
La stazione è servita dalle seguenti linee della rete celere di Lucerna:
- S9 (Lucerna-Lenzburg)
- S99 (Lucerna-Sursee)

## Servizi
- Biglietteria automatica
- Sala d'attesa

## Interscambi
- Autobus extraurbani